# Karl Georg von Loebell
Karl Georg von Loebell, né le 2 octobre 1777 sur Pohbuschen près d'Erwahlen (lv) (duché de Courlande) et mort le 15 octobre 1841 à Berlin, est un lieutenant général prussien et commandant de la ville de Berlin.

## Biographie

### Origine
Karl Georg est issu de la famille von Loebell (de) et est le fils du premier lieutenant prussien Karl Ernst Adam von Loebell (1740-1789), seigneur de Pormsahten, et de sa femme Margarethe Gottliebe, née von Korff (1746-1804).

### Carrière militaire
Loebell étudie à la  la maison des cadets de Berlin et est affecté le 8 mars 1794 en tant qu'Estandartenjunker au 6e régiment de cuirassiers (de) "Saxe-Weimar" de l'armée prussienne. Avec ce dernier  il participa aux batailles de Mechenheim et d'Edinghofen lors de la guerre de la première coalition et est affecté au Corps d'observation en Westphalie avec son régiment après le traité de Bâle. En tant que sous-lieutenant (depuis le 5 juin 1796) Loebell est nommé le 9 décembre 1805 adjudant du major-général von Quitzow (de). Il se distingue particulièrement lors de la bataille d'Iéna. Après la reddition de Prenzlau, il échappe à la capture et se dirige vers la Prusse-Orientale. Il y participe aux dernières batailles de la guerre de la Quatrième Coalition en tant que capitaine d'état-major de cavalerie dans la brigade de dragons « von Wedel ». Après les traités de Tilsit, il est promu Rittmeister et nommé chef d'escadron dans son régiment d'origine. Dès le 5 avril 1812, il est promu au grade de major.
En tant que tel, Loebell combat d'abord à la bataille de Lützen, pour laquelle il reçoit la croix de fer de 2e classe puis de la croix de Ire classe après la bataille de Leipzig. Lors de la campagne de Belgique, il devient commandant de son régiment le 17 mai. Après la fin de la guerre, il est promu colonel le 9 octobre 1815. En novembre 1816, Loebel quitte le commandement de son régiment et obtient le poste de commandant de la 8e brigade de cavalerie à Erfurt. En tant que général de division, il est chargé, à partir du 30 mars 1832 et pour une durée de deux ans, du commandement de la 8e division d'infanterie et est ensuite nommé commandant de la grande unité. Deux ans plus tard, il devient lieutenant-général. Durant cette période, il est également chargé d'assurer les affaires en tant que commandant d'Erfurt. Pour ses mérites, Loebell est décoré le 15 septembre 1838 de l'ordre de l'Aigle rouge de 1re classe avec feuilles de chêne, le 5 octobre 1838 de l'ordre de Sainte-Anne de 1re classe et le 31 octobre 1839 de la Grand-Croix de l'Ordre de la Maison Ducale de Saxe-Ernestine.
Le roi Frédéric-Guillaume III nomme Loebell le 27 janvier 1840 chef de la gendarmerie d'État et commandant de Berlin. À ce poste, il rend compte au roi à plusieurs reprises de l'état et de l'équipement insuffisant de la gendarmerie. Au printemps 1841, Loebell tombe gravement malade et après que sa santé se soit détériorée, il meurt en octobre de la même année.
Sa tombe se trouve dans le champ IV de l'ancien cimetière de garnison de Berlin.

### Famille
Loebell est marié depuis le 17 janvier 1811 à Emilie Luise Friederike Philippine Dorothea, née von Uebel (1789-1869). Six enfants sont nés de cette union :
- Adélaïde (née le 25 février 1811 et mort le 1er juin 1868) mariée avec Anton Ludwig von Petery (de) (1780–1851), lieutenant général prussien
- Karl Hermann Robert (1815–1905), major marié avec Rosalie Wilhelmine von Thümen (1825–1917), parents de Friedrich Wilhelm von Loebell
- Emilie Bertha Pauline (1817-1869)
- Karl Ludwig Oswald (de) (1823–1898), lieutenant général prussien marié avec Adelheid Pauline von Ditfurth (1835–1911)
- Rudolf Karl Bernhard (né le 14 juin 1825 et mort le 9 décembre 1865), directeur du château de Schadeleben (de)
- Paul Émile Walter (1825–1826)